# صباح العربية
صباح العربية : هو برنامج صباحي يُبث على قناة العربية الفضائية، في الساعة 8:00 بتوقيت السعودية 5:00 بتوقيت غرينتش.
بدأ البرنامج بثه في 27 يوليو 2005 وتعده راغده معلولي ويخرجه بشار يسر نعمه بالإضافة إلى مساهمة العديد من العاملين في القناة.
يستمر البرنامج لمدة ساعتين بشكل يومي، عدا يومي الخميس والجمعة وبعض تغير الدوامات الرسمية في السعودية والإمارات في عام 2013 أصبح يعرض يومياً عدا يوما الجمعة والسبت، ويقدم العديد من الفقرات المختلفة في شتى مناحي الحياة، بالإضافة إلى احتوائه الأخبار السياسية والاقتصادية والرياضية وغيرها.